# Castello di Galbino
Il castello di Galbino è un edificio storico situato presso Anghiari, nella provincia di Arezzo.

## Storia e descrizione
Risalente all'incirca al secolo XI, fu fatto modificare dai conti Barbolani di Montauto per poter essere così abitato, e rimase in possesso dell'omonimo ramo collaterale della famiglia fino al XVIII secolo. La decisione di ricostruirlo, dopo l'incendio che lo devastò nel 1178, venne presa dal signore del feudo imperiale Federigo (1513-1582) che lo trasformò in residenza gentilizia. Aveva una funzione strategica e controllava i collegamenti tra il Valdarno aretino e l'alto corso del Tevere, unitamente al castello di Montauto.
È posto sulla riva destra del torrente Sovara, affluente del Tevere, e la strada provinciale della Libbia (frazione di Arezzo).
Attualmente è un imponente castello-villa residenziale, in contrapposto alla vicina Villa La Barbolana. Con una torre al centro e quattro piccoli torrioni angolari cilindrici, la struttura architettonica appare come un solido quadrilatero murario ingentilito da finestroni rinascimentali e barocchi. Una loggia con colonne in pietra corre lungo l'intera facciata. Nonostante l'impegno tattico la sua posizione topografica è precaria, così inserito in una piccola valle con un colle sovrastante. Da qui la fondata ipotesi di una ristrutturazione secentesca, seppure su un antecedente avamposto della più munita rocca di Montauto. Dai Barbolani passò, per matrimonio, ai Velluti Zati duchi di San Clemente, poi ai conti Baldeschi.